# Begonia goegoensis
Begonia goegoensis là một loài thực vật có hoa trong họ Thu hải đường. Loài này được N.E.Br. mô tả khoa học đầu tiên năm 1882.

## Hình ảnh

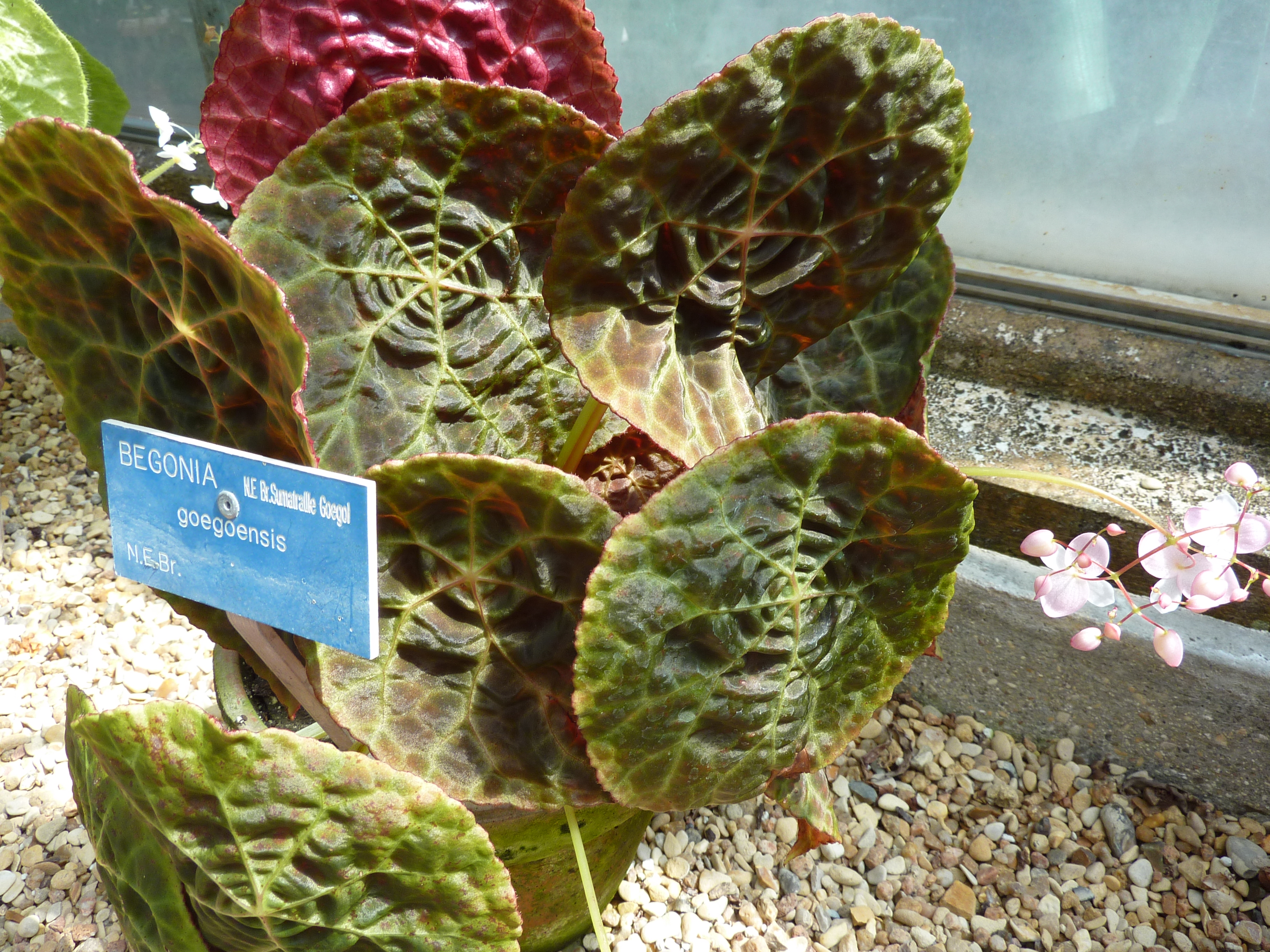